# سیوداد گوزمان
سیوداد گوزمان (به اسپانیایی: Ciudad Guzmán) از شهرهای کشور مکزیک است که در ایالت خالیسکو قرار دارد و جمعیت آن طبق سرشماری سال ۲۰۱۰ میلادی ۹۷۷٬۵۰ نفر بوده است.